# 11e étape du Tour de France 2020
Pour un article plus général, voir Tour de France 2020.
La 11e étape du Tour de France 2020 se déroule le mercredi 9 septembre 2020 entre Châtelaillon-Plage et Poitiers, sur une distance de 167 kilomètres.

## Parcours
Le parcours est plat, seulement une difficulté est répertoriée à la mi-course.

## Déroulement de la course

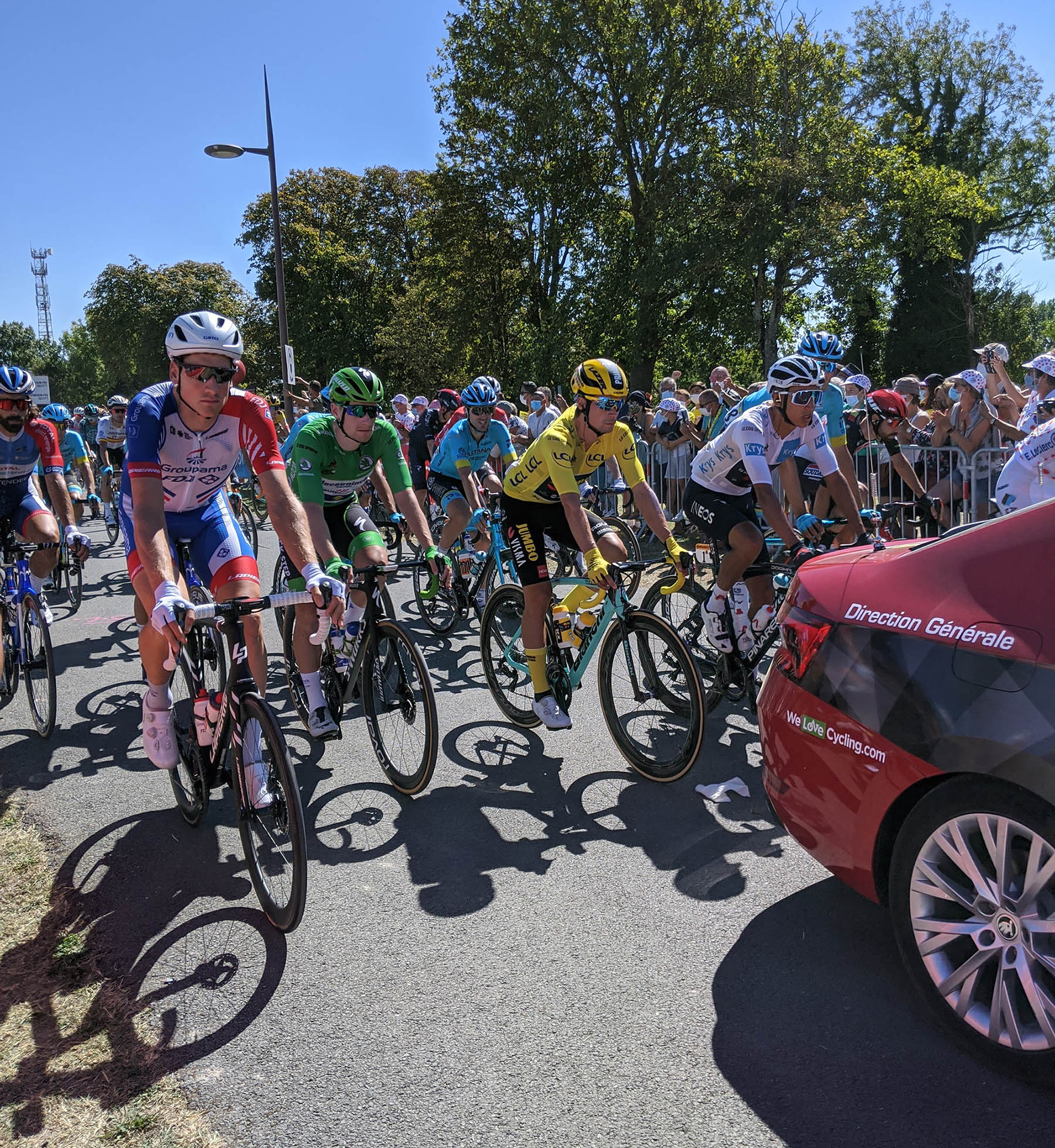
Châtelaillon-Plage.

Lors de la 11e étape, Sam Bennett conforte son maillot vert en étant le plus rapide du peloton au sprint intermédiaire, derrière l'homme de tête Matthieu Ladagnous (Groupama-FDJ). L'Irlandais devance sur la ligne Morkøv et Sagan. Ladagnous est repris à 43 km de l'arrivée. Lukas Pöstlberger (Bora-Hansgrohe) attaque à 6 km du but, rejoint quelques hectomètres plus loin par Bob Jungels et le champion du Danemark Kasper Asgreen (Deceuninck-Quick Step). Les trois hommes sont repris à un peu plus de 2 km de la ligne. Caleb Ewan (Lotto-Soudal) remporte l'étape, sa deuxième sur ce Tour, à l'issue d'un sprint houleux. Initialement 2e, Peter Sagan est déclassé pour s'être appuyé et avoir donné un coup d'épaule sur Wout van Aert, et perd ses points acquis au sprint intermédiaire. Sam Bennett et Wout van Aert complètent finalement le podium de l'étape. Bennett possède ainsi 68 points d'avance sur Sagan au classement par points.

## Résultats

### Classement de l'étape
| Classement de la 11e étape | Classement de la 11e étape | Classement de la 11e étape | Classement de la 11e étape | Classement de la 11e étape |
|                            | Coureur                    | Pays                       | Équipe                     | Temps                      |
| -------------------------- | -------------------------- | -------------------------- | -------------------------- | -------------------------- |
| 1er                        | Caleb Ewan                 | Australie                  | Lotto-Soudal               | en 4 h 0 min 1 s           |
| 2e                         | Sam Bennett                | Irlande                    | Deceuninck-Quick Step      | + 0 s                      |
| 3e                         | Wout van Aert              | Belgique                   | Jumbo-Visma                | + 0 s                      |
| 4e                         | Bryan Coquard              | France                     | B&B Hotels-Vital Concept   | + 0 s                      |
| 5e                         | Clément Venturini          | France                     | AG2R La Mondiale           | + 0 s                      |
| 6e                         | Mads Pedersen              | Danemark                   | Trek-Segafredo             | + 0 s                      |
| 7e                         | Luka Mezgec                | Slovénie                   | Mitchelton-Scott           | + 0 s                      |
| 8e                         | Hugo Hofstetter            | France                     | Israel Start-Up Nation     | + 0 s                      |
| 9e                         | Oliver Naesen              | Belgique                   | AG2R La Mondiale           | + 0 s                      |
| 10e                        | Ryan Gibbons               | Afrique du Sud             | NTT Pro Cycling            | + 0 s                      |
| modifier                   |                            |                            |                            |                            |

### Points attribués
| Sprint intermédiaire Les Grands Ajoncs (km 108) | Sprint intermédiaire Les Grands Ajoncs (km 108) | Sprint intermédiaire Les Grands Ajoncs (km 108) | Sprint intermédiaire Les Grands Ajoncs (km 108) | Sprint intermédiaire Les Grands Ajoncs (km 108) |
| ----------------------------------------------- | ----------------------------------------------- | ----------------------------------------------- | ----------------------------------------------- | ----------------------------------------------- |
|                                                 | Coureur                                         | Pays                                            | Équipe                                          | Point(s)                                        |
| 1er                                             | Matthieu Ladagnous                              | France                                          | Groupama-FDJ                                    | 20                                              |
| 2e                                              | Sam Bennett                                     | Irlande                                         | Deceuninck-Quick Step                           | 17                                              |
| 3e                                              | Michael Mørkøv                                  | Danemark                                        | Deceuninck-Quick Step                           | 15                                              |
| 4e                                              | Peter Sagan                                     | Slovaquie                                       | Bora-Hansgrohe                                  | 13                                              |
| 5e                                              | Matteo Trentin                                  | Italie                                          | CCC Team                                        | 11                                              |
| 6e                                              | Bryan Coquard                                   | France                                          | B&B Hotels-Vital Concept                        | 10                                              |
| 7e                                              | Jens Debusschere                                | Belgique                                        | B&B Hotels-Vital Concept                        | 9                                               |
| 8e                                              | Geoffrey Soupe                                  | France                                          | Total Direct Énergie                            | 8                                               |
| 9e                                              | Thomas De Gendt                                 | Belgique                                        | Lotto-Soudal                                    | 7                                               |
| 10e                                             | Ryan Gibbons                                    | Afrique du Sud                                  | NTT Pro Cycling                                 | 6                                               |
| 11e                                             | Daniel Oss                                      | Italie                                          | Bora-Hansgrohe                                  | 5                                               |
| 12e                                             | Rémi Cavagna                                    | France                                          | Deceuninck-Quick Step                           | 4                                               |
| 13e                                             | Anthony Turgis                                  | France                                          | Total Direct Énergie                            | 3                                               |
| 14e                                             | Pierre Latour                                   | France                                          | AG2R La Mondiale                                | 2                                               |
| 15e                                             | Damiano Caruso                                  | Italie                                          | Bahrain-McLaren                                 | 1                                               |
| modifier                                        |                                                 |                                                 |                                                 |                                                 |

| Arrivée d'étape Poitiers (km 167,5) | Arrivée d'étape Poitiers (km 167,5) | Arrivée d'étape Poitiers (km 167,5) | Arrivée d'étape Poitiers (km 167,5) | Arrivée d'étape Poitiers (km 167,5) |
| ----------------------------------- | ----------------------------------- | ----------------------------------- | ----------------------------------- | ----------------------------------- |
|                                     | Coureur                             | Pays                                | Équipe                              | Point(s)                            |
| 1er                                 | Caleb Ewan                          | Australie                           | Lotto-Soudal                        | 50                                  |
| 2e                                  | Sam Bennett                         | Irlande                             | Deceuninck-Quick Step               | 30                                  |
| 3e                                  | Wout van Aert                       | Belgique                            | Jumbo-Visma                         | 20                                  |
| 4e                                  | Bryan Coquard                       | France                              | B&B Hotels-Vital Concept            | 18                                  |
| 5e                                  | Clément Venturini                   | France                              | AG2R La Mondiale                    | 16                                  |
| 6e                                  | Mads Pedersen                       | Danemark                            | Trek-Segafredo                      | 14                                  |
| 7e                                  | Luka Mezgec                         | Slovénie                            | Mitchelton-Scott                    | 12                                  |
| 8e                                  | Hugo Hofstetter                     | France                              | Israel Start-Up Nation              | 10                                  |
| 9e                                  | Oliver Naesen                       | Belgique                            | AG2R La Mondiale                    | 8                                   |
| 10e                                 | Ryan Gibbons                        | Afrique du Sud                      | NTT Pro Cycling                     | 7                                   |
| 11e                                 | Matteo Trentin                      | Italie                              | CCC                                 | 6                                   |
| 12e                                 | Alexander Kristoff                  | Norvège                             | UAE Emirates                        | 5                                   |
| 13e                                 | Anthony Turgis                      | France                              | Total Direct Énergie                | 4                                   |
| 14e                                 | Edvald Boasson Hagen                | Norvège                             | NTT Pro Cycling                     | 3                                   |
| 15e                                 | Niccolò Bonifazio                   | Italie                              | Total Direct Énergie                | 2                                   |
| modifier                            |                                     |                                     |                                     |                                     |

|   |               | \| \| Coureur \| Pays \| Équipe \| Secondes \| \| - \| ------------- \| --------- \| --------------------- \| -------- \| \| 1 \| Caleb Ewan \| Australie \| Lotto-Soudal \| 10 s \| \| 2 \| Sam Bennett \| Irlande \| Deceuninck-Quick Step \| 6 s \| \| 3 \| Wout van Aert \| Belgique \| Jumbo-Visma \| 4 s \| |                       |          |
|   | Coureur       | Pays | Équipe                | Secondes |
| 1 | Caleb Ewan    | Australie | Lotto-Soudal          | 10 s     |
| 2 | Sam Bennett   | Irlande | Deceuninck-Quick Step | 6 s      |
| 3 | Wout van Aert | Belgique | Jumbo-Visma           | 4 s      |

### Cols et côtes
| \| Côte de Cherveux (km 91) 4e catégorie (1,1 km à 4,4%) \| Côte de Cherveux (km 91) 4e catégorie (1,1 km à 4,4%) \| Côte de Cherveux (km 91) 4e catégorie (1,1 km à 4,4%) \| Côte de Cherveux (km 91) 4e catégorie (1,1 km à 4,4%) \| Côte de Cherveux (km 91) 4e catégorie (1,1 km à 4,4%) \| \| ----------------------------------------------------- \| ----------------------------------------------------- \| ----------------------------------------------------- \| ----------------------------------------------------- \| ----------------------------------------------------- \| \| \| Coureur \| Pays \| Équipe \| Point(s) \| \| 1er \| Matthieu Ladagnous \| France \| Groupama-FDJ \| 1 \| \| modifier \| \| \| \| \| |                    |        |              |          |
| Côte de Cherveux (km 91) 4e catégorie (1,1 km à 4,4%) |                    |        |              |          |
| | Coureur            | Pays   | Équipe       | Point(s) |
| 1er | Matthieu Ladagnous | France | Groupama-FDJ | 1        |
| modifier |                    |        |              |          |

### Prix de la combativité
- Matthieu Ladagnous (Groupama-FDJ)

## Classements à l'issue de l'étape

### Classement général
| Classement général | Classement général | Classement général | Classement général | Classement général  |
|                    | Coureur            | Pays               | Équipe             | Temps               |
| ------------------ | ------------------ | ------------------ | ------------------ | ------------------- |
| 1er                | Primož Roglič      | Slovénie           | Jumbo-Visma        | en 46 h 15 min 24 s |
| 2e                 | Egan Bernal        | Colombie           | Ineos Grenadiers   | + 21 s              |
| 3e                 | Guillaume Martin   | France             | Cofidis            | + 28 s              |
| 4e                 | Romain Bardet      | France             | AG2R La Mondiale   | + 30 s              |
| 5e                 | Nairo Quintana     | Colombie           | Arkéa-Samsic       | + 32 s              |
| 6e                 | Rigoberto Urán     | Colombie           | EF Pro Cycling     | + 32 s              |
| 7e                 | Tadej Pogačar      | Slovénie           | UAE Emirates       | + 44 s              |
| 8e                 | Adam Yates         | Royaume-Uni        | Mitchelton-Scott   | + 1 min 2 s         |
| 9e                 | Miguel Ángel López | Colombie           | Astana             | + 1 min 15 s        |
| 10e                | Mikel Landa        | Espagne            | Bahrain-McLaren    | + 1 min 42 s        |
| modifier           |                    |                    |                    |                     |

| Classement par points | Classement par points | Classement par points | Classement par points    | Classement par points |
| --------------------- | --------------------- | --------------------- | ------------------------ | --------------------- |
|                       | Coureur               | Pays                  | Équipe                   | Point(s)              |
| 1er                   | Sam Bennett           | Irlande               | Deceuninck-Quick Step    | 243 points            |
| 2e                    | Peter Sagan           | Slovaquie             | Bora-Hansgrohe           | 175 pts               |
| 3e                    | Bryan Coquard         | France                | B&B Hotels-Vital Concept | 157 pts               |
| 4e                    | Caleb Ewan            | Australie             | Lotto-Soudal             | 155 pts               |
| 5e                    | Matteo Trentin        | Italie                | CCC                      | 140 pts               |
| 6e                    | Wout van Aert         | Belgique              | Jumbo-Visma              | 131 pts               |
| 7e                    | Alexander Kristoff    | Norvège               | UAE Emirates             | 100 pts               |
| 8e                    | Michael Mørkøv        | Danemark              | Deceuninck-Quick Step    | 92 pts                |
| 9e                    | Julian Alaphilippe    | France                | Deceuninck-Quick Step    | 82 pts                |
| 10e                   | Cees Bol              | Pays-Bas              | Sunweb                   | 72 pts                |
| modifier              |                       |                       |                          |                       |

| Classement du meilleur grimpeur | Classement du meilleur grimpeur | Classement du meilleur grimpeur | Classement du meilleur grimpeur | Classement du meilleur grimpeur |
| ------------------------------- | ------------------------------- | ------------------------------- | ------------------------------- | ------------------------------- |
|                                 | Coureur                         | Pays                            | Équipe                          | Point(s)                        |
| 1er                             | Benoît Cosnefroy                | France                          | AG2R La Mondiale                | 36 points                       |
| 2e                              | Nans Peters                     | France                          | AG2R La Mondiale                | 31 pts                          |
| 3e                              | Marc Hirschi                    | Suisse                          | Sunweb                          | 26 pts                          |
| 4e                              | Ilnur Zakarin                   | Russie                          | CCC                             | 25 pts                          |
| 5e                              | Toms Skujiņš                    | Lettonie                        | Trek-Segafredo                  | 24 pts                          |
| 6e                              | Quentin Pacher                  | France                          | B&B Hotels-Vital Concept        | 20 pts                          |
| 7e                              | Primož Roglič                   | Slovénie                        | Jumbo-Visma                     | 18 pts                          |
| 8e                              | Tadej Pogačar                   | Slovénie                        | UAE Emirates                    | 14 pts                          |
| 9e                              | Carlos Verona                   | Espagne                         | Movistar                        | 14 pts                          |
| 10e                             | Neilson Powless                 | États-Unis                      | EF Pro Cycling                  | 14 pts                          |
| modifier                        |                                 |                                 |                                 |                                 |

| Classement général du meilleur jeune | Classement général du meilleur jeune | Classement général du meilleur jeune | Classement général du meilleur jeune | Classement général du meilleur jeune |
|                                      | Coureur                              | Pays                                 | Équipe                               | Temps                                |
| ------------------------------------ | ------------------------------------ | ------------------------------------ | ------------------------------------ | ------------------------------------ |
| 1er                                  | Egan Bernal                          | Colombie                             | Ineos Grenadiers                     | en 46 h 15 min 45 s                  |
| 2e                                   | Tadej Pogačar                        | Slovénie                             | UAE Emirates                         | + 23 s                               |
| 3e                                   | Enric Mas                            | Espagne                              | Movistar                             | + 1 min 41 s                         |
| 4e                                   | Sergio Higuita                       | Colombie                             | EF Pro Cycling                       | + 5 min 47 s                         |
| 5e                                   | Daniel Felipe Martínez               | Colombie                             | EF Pro Cycling                       | + 52 min 12 s                        |
| 6e                                   | Harold Tejada                        | Colombie                             | Astana                               | + 52 min 48 s                        |
| 7e                                   | Valentin Madouas                     | France                               | Groupama-FDJ                         | + 1 h 3 min 30 s                     |
| 8e                                   | Marc Hirschi                         | Suisse                               | Sunweb                               | + 1 h 6 min 42 s                     |
| 9e                                   | Neilson Powless                      | États-Unis                           | EF Pro Cycling                       | + 1 h 7 min 48 s                     |
| 10e                                  | David Gaudu                          | France                               | Groupama-FDJ                         | + 1 h 15 min 16 s                    |
| modifier                             |                                      |                                      |                                      |                                      |

| Classement par équipes | Classement par équipes | Classement par équipes | Classement par équipes |
|                        | Équipe                 | Pays                   | Temps                  |
| ---------------------- | ---------------------- | ---------------------- | ---------------------- |
| 1re                    | Movistar               | Espagne                | en 138 h 53 min 4 s    |
| 2e                     | EF Pro Cycling         | États-Unis             | + 5 min 12 s           |
| 3e                     | Trek-Segafredo         | États-Unis             | + 5 min 27 s           |
| 4e                     | AG2R La Mondiale       | France                 | + 13 min 22 s          |
| 5e                     | Jumbo-Visma            | Pays-Bas               | + 17 min 7 s           |
| 6e                     | Astana                 | Kazakhstan             | + 20 min 14 s          |
| 7e                     | Ineos Grenadiers       | Royaume-Uni            | + 26 min 7 s           |
| 8e                     | Bahrain-McLaren        | Bahreïn                | + 33 min 13 s          |
| 9e                     | Mitchelton-Scott       | Australie              | + 40 min 10 s          |
| 10e                    | Arkéa-Samsic           | France                 | + 1 h 14 min 6 s       |
| modifier               |                        |                        |                        |

## Abandons
- Davide Formolo (UAE Emirates) : non-partant
- Gregor Mühlberger (Bora-Hansgrohe) : abandon
- Ion Izagirre (Astana) : abandon sur chute[2]